# Harpactea

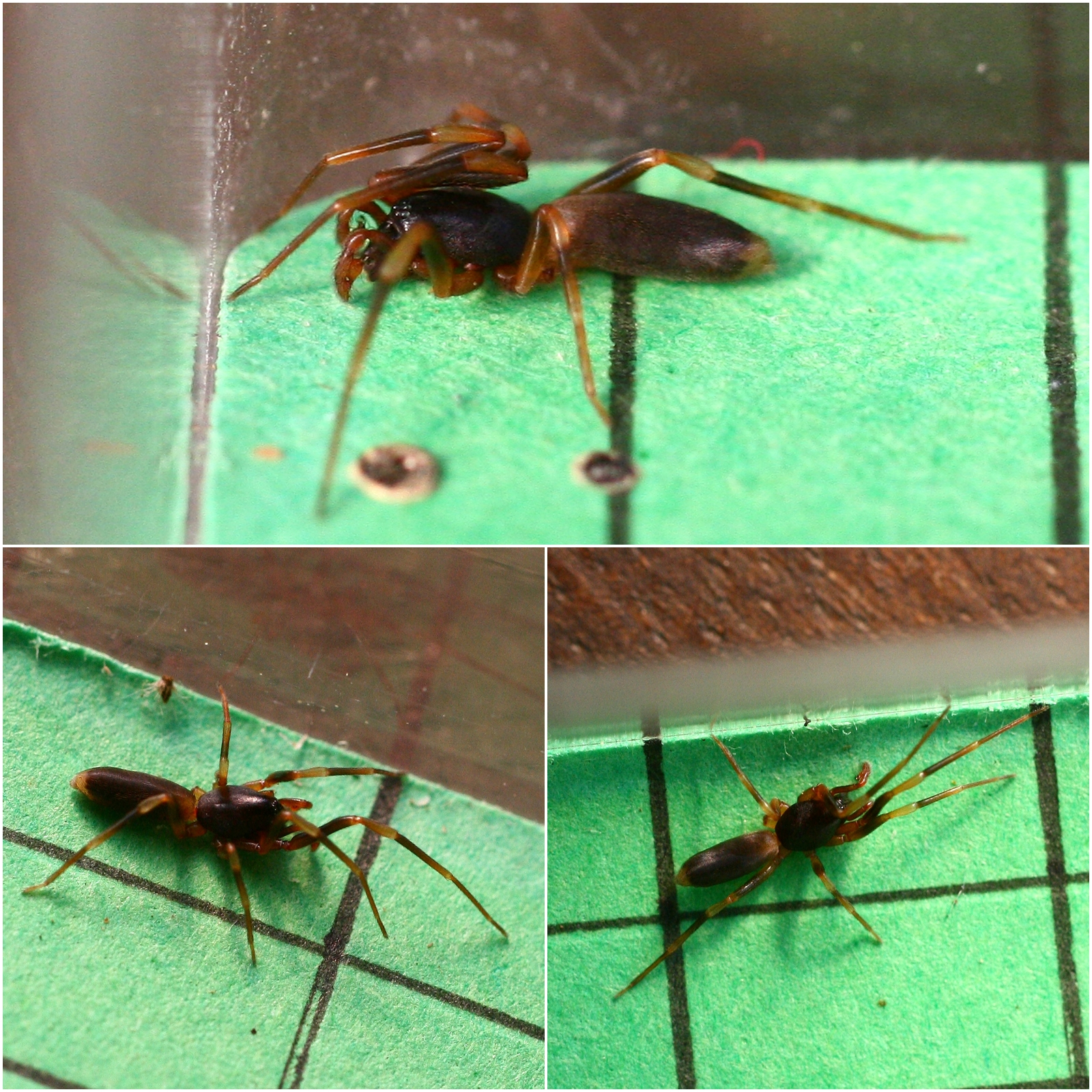
Harpactea hombergi

Harpactea és un gènere d'aranyes araneomorfes de la família dels disdèrids (Dysderidae). Fou descrit per primer cop l'any 1939 per Bristowe. Existeixen més de 150 espècies descrites. Són depredadors sense teranyina, que cacen a la nit per terra i els troncs dels arbres, principalment en boscos xerotèrmics. De dia, s'amaguen dins amagatalls de seda que construeixen sota les roques o escorces d'arbres.

## Descripció
Com en totes les espècies de la família dels disdèrids, Harpactea té sis ulls. L'espècie tipus, H. hombergi, és molt similar en ambdós sexes i assoleix una longitud de cos d'aproximadament 6 mm. La femella no té epigí.

## Comportament
A diferència de Dysdera, un gènere proper especialitzat en caçar porquets de sant Antoni, un crustaci terrestre, Harpactea s'alimenta d'insectes. H. rubicunda se sap que caça altres aranyes, per exemple Drassodes. Com la majoria dels disdèrids, tots els membres d'aquest gènere són d'hàbits nocturns.
S'ha observat que H. sadistica, descrita per primer cop el 2008, insereix directament el seu esperma a la cavitat corporal de les femelles, usant òrgans especialitzats que actuen com una agulla hipodèrmica. Aquest comportament, conegut com a inseminació traumàtica, és conegut en altres artròpodes, però mai s'havia observat en aranyes.

## Distribució
La distribució del Harpactea va des d'Europa i Àfrica del Nord fins al Turkmenistan i l'Iran. Gairebé totes les espècies solen ser endèmiques en zones localitzades de la mar Mediterrània. Tot i així, també hi ha alguna espècie, com H. hombergi, que té una àmplia distribució, des del Regne Unit fins a Ucraïna. És l'únic membre del seu gènere que es troba a Gran Bretanya.
A la Península Ibèrica es troben: H. blasi, H. fageli, H. gaditana, H. hispana, H. minoccii, H. ortegai, H. sciakyi, H. serena. Cal citar també H. dufouri que és endèmica de les Illes Balears.

## Taxonomia
Segons el World Spider Catalog (versió 19.5 del 7 de novembre de 2018), hi ha 181 espècies amb 6 sinonímies i 5 nomen dubium:
- Harpactea abantia (Simon, 1884)
- Harpactea achsuensis Dunin, 1991
- Harpactea acuta Beladjal & Bosmans, 1997
- Harpactea aeoliensis Alicata, 1973
- Harpactea agnolettii Brignoli, 1978
- Harpactea alanyana Özkütük, Elverici, Marusik & Kunt, 2015
- Harpactea albanica (Caporiacco, 1949)
- Harpactea alexandrae Lazarov, 2006
- Harpactea algarvensis Ferrández, 1990
- Harpactea alicatai Brignoli, 1979
- Harpactea angustata (Lucas, 1846)
- Harpactea antoni Bosmans, 2009
- Harpactea apollinea Brignoli, 1979
- Harpactea arguta (Simon, 1907)
- Harpactea armenica Dunin, 1989
- Harpactea arnedoi Kunt, Elverici, Özkütük & Yağmur, 2011
- Harpactea asparuhi Lazarov, 2008
- Harpactea auresensis Bosmans & Beladjal, 1991
- Harpactea auriga (Simon, 1911)
- Harpactea aurigoides Bosmans & Beladjal, 1991
- Harpactea azerbajdzhanica Dunin, 1991
- Harpactea azowensis Charitonov, 1956
- Harpactea babori (Nosek, 1905)
- Harpactea ballarini Kunt, Özkütük & Elverici, 2013
- Harpactea blasi Ribera & Ferrández, 1986
- Harpactea buchari Dunin, 1991
- Harpactea bulgarica Lazarov & Naumova, 2010
- Harpactea caligata Beladjal & Bosmans, 1997
- Harpactea camenarum Brignoli, 1977
- Harpactea carusoi Alicata, 1974
- Harpactea catholica (Brignoli, 1984)
- Harpactea caucasia (Kulczyński, 1895)
- Harpactea cecconii (Kulczyński, 1908)
- Harpactea cesari Van Keer, 2009
- Harpactea chreensis Bosmans & Beladjal, 1989
- Harpactea christae Bosmans & Beladjal, 1991
- Harpactea christodeltshevi Bayram, Kunt & Yağmur, 2009
- Harpactea clementi Bosmans, 2009
- Harpactea coccifera Brignoli, 1984
- Harpactea colchidis Brignoli, 1978
- Harpactea complicata Deltshev, 2011
- Harpactea corinthia Brignoli, 1984
- Harpactea corticalis (Simon, 1882)
- Harpactea cressa Brignoli, 1984
- Harpactea cruriformis Bosmans, 2011
- Harpactea dashdamirovi Dunin, 1993
- Harpactea deelemanae Dunin, 1989
- Harpactea deltshevi Dimitrov & Lazarov, 1999
- Harpactea digiovannii Gasparo, 2014
- Harpactea diraoi Brignoli, 1978
- Harpactea dobati Alicata, 1974
- Harpactea doblikae (Thorell, 1875)
- Harpactea dufouri (Thorell, 1873)
- Harpactea dumonti Bosmans & Beladjal, 1991
- Harpactea eskovi Dunin, 1989
- Harpactea fageli Brignoli, 1980
- Harpactea forceps Varol & Danışman, 2018
- Harpactea forcipifera (Simon, 1911)
- Harpactea gaditana Pesarini, 1988
- Harpactea galatica Brignoli, 1978
- Harpactea gennargentu Wunderlich, 1995
- Harpactea globifera (Simon, 1911)
- Harpactea golovatchi Dunin, 1989
- Harpactea gridellii (Caporiacco, 1951)
- Harpactea grisea (Canestrini, 1868)
- Harpactea gunselorum Gücel, Fuller, Göçmen & Kunt, 2018
- Harpactea hauseri Brignoli, 1976
- Harpactea heizerensis Bosmans & Beladjal, 1991
- Harpactea heliconia Brignoli, 1984
- Harpactea henschi (Kulczyński, 1915)
- Harpactea herodis Brignoli, 1978
- Harpactea hispana (Simon, 1882)
- Harpactea hombergi (Scopoli, 1763)
- Harpactea hyrcanica Dunin, 1991
- Harpactea ice Komnenov & Chatzaki, 2016
- Harpactea incerta Brignoli, 1979
- Harpactea incurvata Bosmans & Beladjal, 1991
- Harpactea indistincta Dunin, 1991
- Harpactea innupta Beladjal & Bosmans, 1997
- Harpactea isaurica Brignoli, 1978
- Harpactea johannitica Brignoli, 1976
- Harpactea kalaensis Beladjal & Bosmans, 1997
- Harpactea karabachica Dunin, 1991
- Harpactea karaschkhan Kunt, Özkütük, Elverici, Marusik & Karakaş, 2016
- Harpactea kareli Bosmans & Beladjal, 1991
- Harpactea kencei Kunt, Elverici, Özkütük & Yağmur, 2011
- Harpactea konradi Lazarov, 2009
- Harpactea korgei Brignoli, 1979
- Harpactea krueperi (Simon, 1884)
- Harpactea krumi Lazarov, 2010
- Harpactea kubrati Lazarov, 2008
- Harpactea kulczynskii Brignoli, 1976
- Harpactea lazarovi Deltshev, 2011
- Harpactea lazonum Brignoli, 1978
- Harpactea lepida (C. L. Koch, 1838)
- Harpactea loebli Brignoli, 1974
- Harpactea logunovi Dunin, 1992
- Harpactea longitarsa Alicata, 1974
- Harpactea longobarda Pesarini, 2001
- Harpactea lyciae Brignoli, 1978
- Harpactea maelfaiti Beladjal & Bosmans, 1997
- Harpactea magnibulbi Machado & Ferrández, 1991
- Harpactea major (Simon, 1911)
- Harpactea mariae Komnenov, 2014
- Harpactea martensi Dunin, 1991
- Harpactea mcheidzeae Dunin, 1992
- Harpactea medeae Brignoli, 1978
- Harpactea mehennii Bosmans & Beladjal, 1989
- Harpactea mentor Lazarov & Naumova, 2010
- Harpactea mertensi Bosmans & Beladjal, 1991
- Harpactea minoccii Ferrández, 1982
- Harpactea minuta Alicata, 1974
- Harpactea mithridatis Brignoli, 1979
- Harpactea mitidjae Bosmans & Beladjal, 1991
- Harpactea modesta Dunin, 1991
- Harpactea monicae Bosmans & Beladjal, 1991
- Harpactea mouzaiensis Bosmans & Beladjal, 1989
- Harpactea muscicola (Simon, 1882)
- Harpactea nachitschevanica Dunin, 1991
- Harpactea nausicaae Brignoli, 1976
- Harpactea nenilini Dunin, 1989
- Harpactea nuragica Alicata, 1966
- Harpactea oglasana Gasparo, 1992
- Harpactea oranensis Bosmans & Beladjal, 1991
- Harpactea ortegai Ribera & De Mas, 2003
- Harpactea osellai Brignoli, 1978
- Harpactea ouarsenensis Bosmans & Beladjal, 1991
- Harpactea ovata Beladjal & Bosmans, 1997
- Harpactea paradoxa Dunin, 1992
- Harpactea parthica Brignoli, 1980
- Harpactea persephone Gasparo, 2011
- Harpactea petrovi Lazarov & Dimitrov, 2018
- Harpactea piligera (Thorell, 1875)
- Harpactea pisidica Brignoli, 1978
- Harpactea proxima Ferrández, 1990
- Harpactea pugio Varol & Akpınar, 2016
- Harpactea punica Alicata, 1974
- Harpactea reniformis Beladjal & Bosmans, 1997
- Harpactea rubicunda (C. L. Koch, 1838)
- Harpactea rucnerorum Polenec & Thaler, 1975
- Harpactea ruffoi Alicata, 1974
- Harpactea rugichelis Denis, 1955
- Harpactea sadistica Řezáč, 2008
- Harpactea saeva (Herman, 1879)
- Harpactea samuili Lazarov, 2006
- Harpactea sanctaeinsulae Brignoli, 1978
- Harpactea sanctidomini Gasparo, 1997
- Harpactea sardoa Alicata, 1966
- Harpactea sbordonii Brignoli, 1978
- Harpactea sciakyi Pesarini, 1988
- Harpactea secunda Dunin, 1989
- Harpactea senalbensis Beladjal & Bosmans, 1997
- Harpactea serena (Simon, 1907)
- Harpactea sicula Alicata, 1966
- Harpactea simovi Deltshev & Lazarov, 2018
- Harpactea sinuata Beladjal & Bosmans, 1997
- Harpactea spasskyi Dunin, 1992
- Harpactea spirembolus Russell-Smith, 2011
- Harpactea srednagora Dimitrov & Lazarov, 1999
- Harpactea stalitoides Ribera, 1993
- Harpactea stoevi Deltshev & Lazarov, 2018
- Harpactea strandi (Caporiacco, 1939)
- Harpactea strandjica Dimitrov, 1997
- Harpactea strinatii Brignoli, 1979
- Harpactea sturanyi (Nosek, 1905)
- Harpactea subiasi Ferrández, 1990
- Harpactea talyschica Dunin, 1991
- Harpactea tenuiemboli Deltshev, 2011
- Harpactea tergestina Gasparo, 2014
- Harpactea terveli Lazarov, 2009
- Harpactea thaleri Alicata, 1966
- Harpactea undosa Beladjal & Bosmans, 1997
- Harpactea vagabunda Dunin, 1991
- Harpactea vignai Brignoli, 1978
- Harpactea villehardouini Brignoli, 1979
- Harpactea wolfgangi Komnenov & Chatzaki, 2016
- Harpactea yakourensis Beladjal & Bosmans, 1997
- Harpactea zaitzevi Charitonov, 1956
- Harpactea zannonensis Alicata, 1966
- Harpactea zjuzini Dunin, 1991
- Harpactea zoiai Gasparo, 1999

### Fòssils
Segons els World Spider Catalog, la versió 18.5 de 2018, hi ha 4 espècies fòssils:
- †Harpactea communis Wunderlich, 2004
- †Harpactea extincta Petrunkevitch, 1950
- †Harpactea longibulbus Wunderlich, 2011
- †Harpactea tersa (C. L. Koch & Berendt, 1854)